# Palazzo Squarzi
Il Palazzo Squarzi è un edificio del XV secolo, sito in contrà Santi Apostoli a Vicenza.

## Storia
Un tratto di contrà Santi Apostoli fu chiamata per un certo periodo di tempo anche contrà dei Signori Squarzi, dal nome della famiglia che aveva il palazzo nella piazzetta alla fine della strada.
La famiglia Squarzi possedeva anche una villa di campagna nella zona di Longara. Costruita nel 1677 rappresenta uno dei primi esempi di architettura scamozziana; l'ampliamento del Settecento è attribuito a Carlo Borella, contiene affreschi di Costantino Pasqualotto. L'annessa cappella gentilizia fu eretta nel 1669. L'edificio è adibito ad asilo nido, scuola per l'infanzia e residenze private.

## Descrizione
Nella facciata sopravvive in parte la primitiva versione gotica.

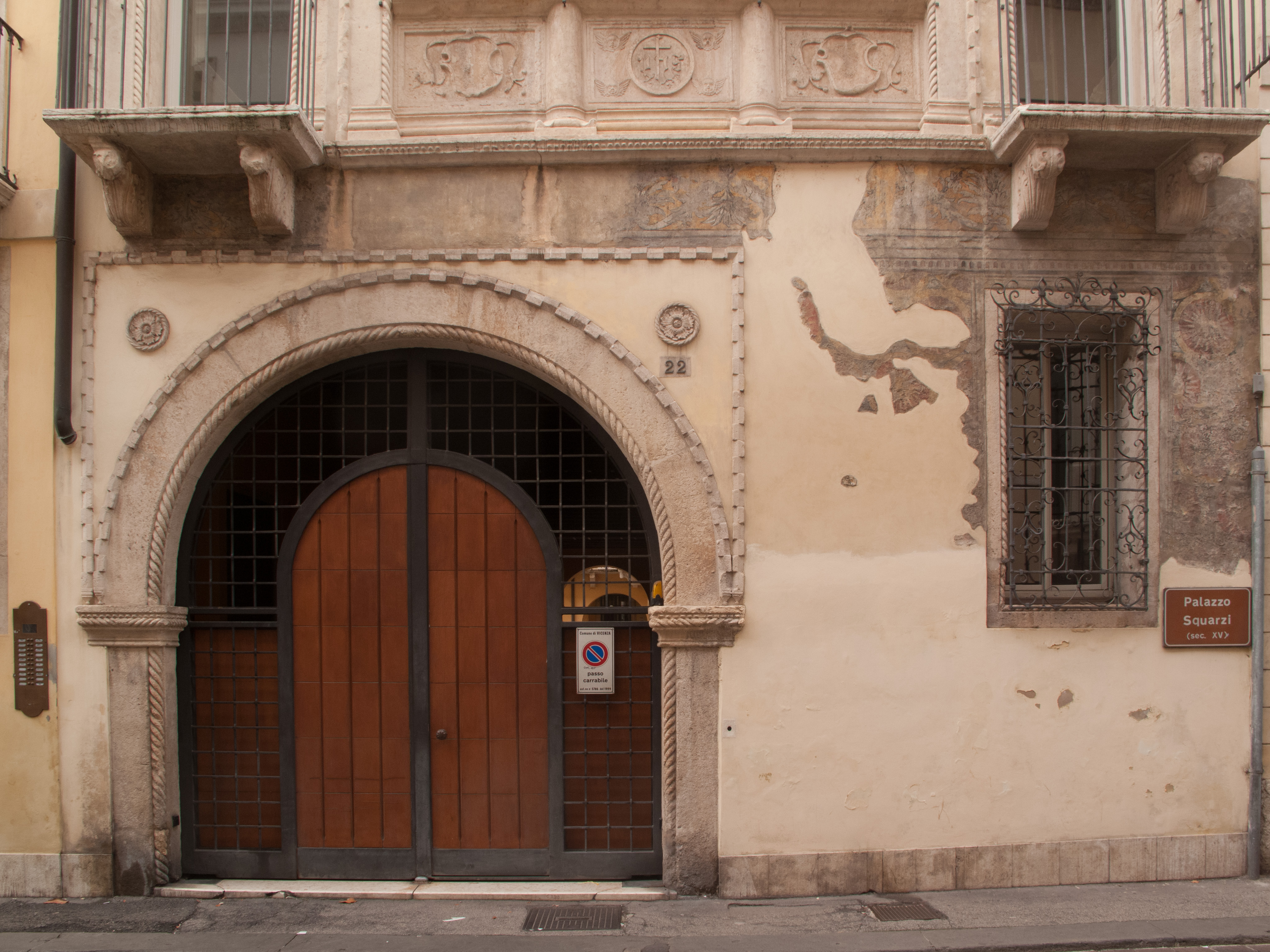
Portone
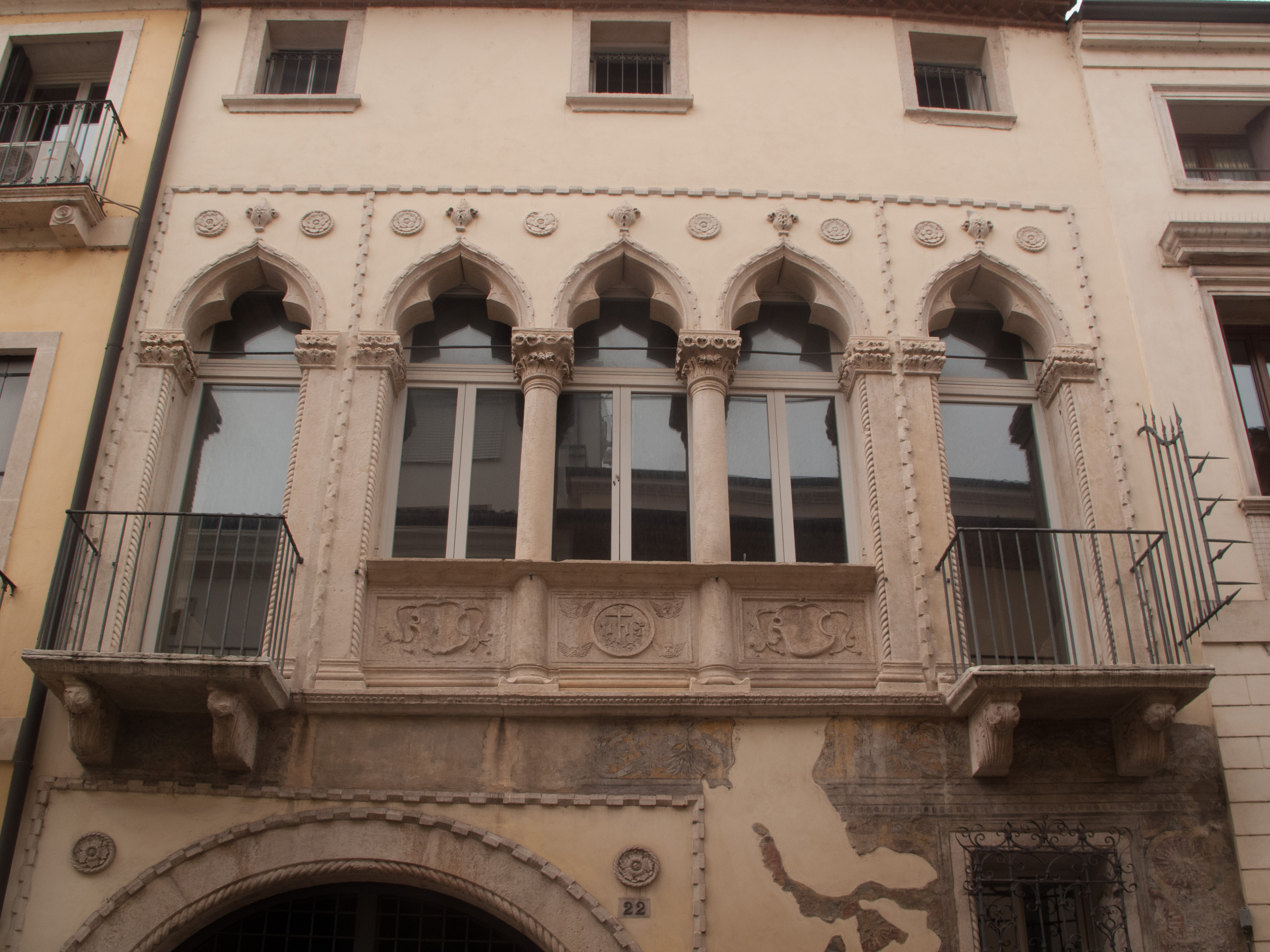
Trifora e monofore